# Tamgué
Tamgué (fr. Massif du Tamgué) – najwyższe pasmo wyżyny Futa Dżalon, położone w północnej jej części. Strome krawędzie opadają z trzech stron, zapewniając widok na Mali i Senegal. Kuliminację masywu stanowi Mount Loura (1515 m), zwana też „Damą Mali”, ponieważ góra przypomina profil kobiecej twarzy patrzącej w dal.